# Máy tính kiểm soát bắn Mark I

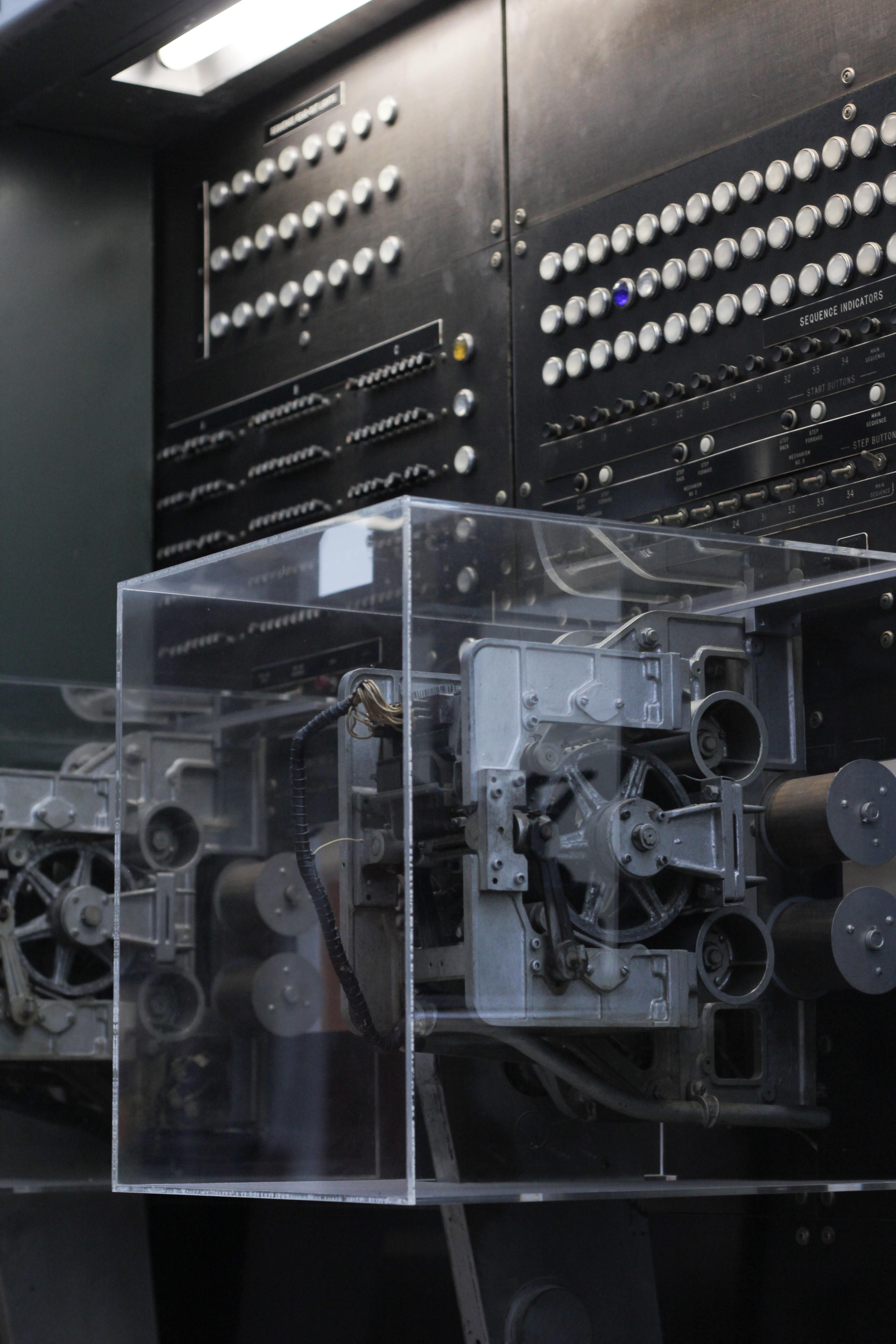
Hình ảnh về Harvard Mark 1, một trong những chiếc máy tính được ứng dụng vào quân sự

Máy tính kiểm soát bắn Mark I (tiếng Anh: Automatic Sequence Controlled Calculator, viết tắt là ASCC hay còn gọi là Harvard Mark 1) là một trong những máy tính đầu tiên được ứng dụng vào quân sự. Nó được thiết kế bởi Howard Aiken. Máy tính này dùng các rơle điện từ để điều khiển tự động việc thực hiện liên tiếp một dãy các phép toán. Nó được sử dụng bởi Hải quân Hoa Kỳ. Thiết bị này có chiều dài bằng nửa sân vận động bóng đá với hpn 850 km mạng điện. và còn nhiều hơn thế ...